# Теорія організацій
Тео́рія організа́ції (англ. Organization theory) — є системою знань про закономірності функціонування та розвитку організаційних відносин в природі та суспільстві.
Більшість робіт з теорії організації написана вченими з дисциплін соціології, управління бізнесом та економіки. Вони зосередили основну увагу на аналізі та теоретизуванні бізнес-фірм, а останнім часом – асоціацій та некомерційних організацій. Література з теорії організації в першу чергу займається поясненням організаційної структури, продуктивності та розвитку. Науковці в цій галузі мають на меті розробити загальну теорію організації та аналітичні інструменти, які призначені для застосування до всіх типів офіційних організацій, у тому числі в державному секторі.
Теорія організації нарівні з такими науками як енергетика, синергетика, теорія систем утворюють теоретичний фундамент багатьох прикладних наук, до яких крім теорії організації належить багато інших.

## Розвиток і сфера застосування
Революційний аналіз бюрократії Макса Вебера надихнув на розвиток головної підгалузі в соціології, зосередженої на формальних організаціях. У галузі економіки та управління бізнесом на початку 20 століття вчені почали вивчати сучасний приклад бізнес підприємства. Мета частково полягала в тому, щоб зрозуміти роль підприємтва в економіці, але велика частина уваги була зосереджена на тому, щоб допомогти менеджерам керувати фірмами більш ефективно.
З часом теорія організації виникла як цілісна багатодисциплінарна область досліджень. Вчені в цій галузі постійно прагнули створити загальну теорію організації, науку про організації, яка однаково добре застосовується до всіх видів формальних організацій. Ключовим припущенням у цій галузі було те, що немає принципової різниці між державними та приватними організаціями. Однак соціологи, викладачі бізнес-шкіл та економісти, які домінували в теорії організації, зосередили більшість своїх емпіричних досліджень на бізнес-фірмах у Сполучених Штатах. Таким чином, питання про те, наскільки ці теорії застосовні до громадських організацій, залишалося предметом дискусії.

## Ключові питання та блоки аналізу
Теорія організації зосереджена на розумінні того, як працюють організації, чому вони стають структурованими особливим чином, і чому одні організації більш успішні, ніж інші. Дослідники вирішили ці питання, використовуючи різноманітні методи аналізу. Один напрямок досліджень досліджує окремі організації, наприклад, як внутрішня структура або організаційна культура впливає на продуктивність. Інший напрямок зосереджується на відносинах між організаціями, досліджуючи взаємодію між невеликою кількістю організацій або в межах певного «поля» взаємозалежних організацій. Інші дослідження розглядають цілі групи організацій, використовуючи статистичні інструменти, щоб побачити, як населення змінюється з часом, коли одні організації процвітають, а інші занепадають. Загалом, велика частина роботи в теорії організації зосереджена на організаційних відносинах та взаємодії між окремою організацією та її зовнішнім середовищем.
У теорії організації домінують три точки зору. 
Раціональна системна перспектива зосереджується на формальних структурах організації та розглядає організацію як групу людей, які працюють разом для досягнення конкретних цілей. Перспектива природної системи просуває ідею про те, що неформальні та міжособистісні структури в організації важливіші за формальні структури. Люди в організації мають багато інтересів, і процес досягнення консенсусу або конфліктні процеси стимулюють організаційні дії. Нарешті, перспектива відкритої системи стверджує, що не можна дивитися на окрему організацію ізольовано. З цієї точки зору, організації переплітаються зі своїм середовищем до такої міри, що межі організації та середовища є нечіткими.

## Дискусії щодо різних перспектив теорії організації
Так само три домінуючих питання існують в області теорії організації. Перше стосується того, чи є ефективність і прагнення до неї основними детермінантами організаційної структури, продуктивності та наполегливості. У той час як одні стверджують, що найефективніші організації зберігаються і процвітають, інші стверджують, що організації можуть досягти успіху, використовуючи інші стратегії. Наприклад, організація може досягти успіху, оскільки вважається, що вона має велику легітимність, або тому, що вона утворила альянси з потужними акторами.
Інше питання стосується ступеня, до якого організації можуть активно змінювати своє середовище. Чи є середовище «жорсткою» структурою, до якої організації повинні адаптуватися або занепасти, чи середовище є податливим, що дає можливість організаціям маніпулювати ним?
Остання дискусія зосереджена на питанні, чи здатні організації адаптуватися перед обличчям змін навколишнього середовища. Хоча деякі дослідження продемонстрували, що менеджери можуть змінити свою організацію перед обличчям труднощів, інші дослідження показують, що адаптація рідко буває успішною.

## Теоретичні засади
Організація— це група людей, діяльність яких координується для досягнення спільної цілі або цілей. (М.Мескон)
Об'єктом ТО є організаційний досвід оточуючої нас дійсності (соціальної та природної).
Задачі: систематизація досвіду в поясненні та узагальненні способів цієї організації, встановлення тенденцій та закономірностей розвитку.
Предметом ТО є організаційні відносини між працівниками і організаціями як по вертикалі, так і по горизонталі. Таким чином, теорію організації можна також назвати теорією організаційних відносин.
Рядок з абзацу
Методом ТО є: набір теоретико-пізнавальних і логічних принципів та категорій, а також наукового інструментарію для дослідження системи організаційних відносин.
Основними методами теорії організації є:
- метод індукції (допомагає знайти різні форми організації)
- статистичний метод (частота повтореності фактів)
- абстрактно-аналітичний метод (допомагає встановлювати зв'язки і тенденції розвитку організації)
- порівняльний метод (розкриває тенденції й закономірності розвитку організаційних систем)

Функції теорії організації:
- пізнавальна
- методологічна
- раціонально-організаційна
- прогностична

Закони та принципи організації:
- закон самозбереження
- закон розвитку
- закон синергії
- закон композиції та пропорційності (закон гармонійності)

закон інформованості та впорядкованості
- закон єдності, аналізу та синтезу

Закон самозбереження полягає в тому, що кожна матеріальна система свідомо чи стихійно прагне до збереження своєї якісної визначеності, для чого використовує весь свій потенціал.
Закон розвитку — кожна матеріальна система прагне досягнути найбільшого сумарного потенціалу при проходженні всіх стадій життєвого циклу.
Закон синергії — будь-яка складна динамічна система намагається отримати максимальний ефект завдяки своїй можливості до кооперації.
Закон композиції та пропорційності (закон гармонійності) — кожна матеріальна система прагне зберегти в своїй структурі всі необхідні елементи, які знаходяться в заданому співвідношенні та співпорядкуванні.
Закон інформованості та впорядкованості полягає в тому, що чим більше інформації отримує організація (внутрішню і зовнішню), тим більшу відповідальність ця організація матиме.
Закон єдності аналізу та синтезу — будь - яка матеріальна система намагається налаштуватись на найбільш економний режим функціонування за рахунок постійних змін своєї структури або функцій.